# Xã Green, Quận Livingston, Missouri
Xã Green (tiếng Anh: Green Township) là một xã thuộc quận Livingston, tiểu bang Missouri, Hoa Kỳ. Năm 2010, dân số của xã này là 319 người.